# Trường An, Thạch Gia Trang
Trường An (chữ Hán giản thể:长安区, âm Hán Việt: Trường An khu) là một quận thuộc địa cấp thị Thạch Gia Trang, tỉnh, Hà Bắc, Cộng hòa Nhân dân Trung Hoa. Quận này có diện tích 1110,24 ki-lô-mét vuông, dân số 42,65 vạn người, trong đó dân số nông nghiệp là 10,97 vạn người. Trường An là trung tâm hành chính, kinh tế và văn hóa của Thạch Gia Trang. Về mặt hành chính, quận này được chia ra 8 nhai đạo, 3 trấn, hương.